# Christian Daghio
Christian Daghio (Carpi, 4 aprile 1969 – Bangkok, 2 novembre 2018) è stato un thaiboxer e pugile italiano.

## Carriera
La sua attività di lottatore iniziò con la muay thai, disciplina nella quale vinse 7 titoli mondiali, più diversi titoli tailandesi:
- WAKO – Campione del Mondo di Muay Thai (2001)
- Campione di Muay Thai dello stadio Fairtex (2005)
- Campione WAKO THAI Muay Thai (2007 - primo atleta europeo a vincere questo titolo)
- Campione di Muay Thai dello stadio Fairtex (2008)
- Vince il Titolo Asia Open WAKO Thailand (2009)
- Campione di Muay Thai dello stadio Fairtex (2010)
- Campione del mondo WMA di Muay Thai (2010)
- Campione del mondo WMF di Muay Thai (2011)
- Campione del mondo WTKA di Muay Thai (2012)
- Campione del mondo WMF PRO di Muay Thai (2012)
- Campione di Muay Thai dello stadio Windy (2014)
- WKL – Campione del Mondo di Muay Thai (2016 – difesa del titolo nel 2017)

Fu il primo atleta italiano a combattere in Thailandia, dove si trasferì stabilmente nel 1990 allenandosi al Petchrungruang camp sotto la guida del Tailandese Kru Nu Began e suo padre. Con la Nazionale italiana si era aggiudicato tre medaglie di bronzo, due ai campionati europei (a Pafos e Mosca) e una al campionato mondiale (a Caorle).
L'ultimo successo nella thai boxe, fu nel 2016. In tale sport, pare abbia sostenuto 190 incontri vincendone 146; secondo altre fonti, i combattimenti sarebbero invece 170 con 131 successi.. L'apice della sua carriera lo raggiunse a fine 2009 quando incontrò la leggenda Thailandese Somluck Kamsing (Medaglia d’Oro olimpica di boxe - Atlanta 1996) in un evento per raccogliere fondi per lo Tsunami che colpì la Thailandia quell'anno.
Nel giugno 2017, dopo un anno di stop, tornò a praticare il pugilato cui - già in precedenza - aveva dedicato parte della carriera, esordendo il 29 luglio 2010. Da allora, Cristian vinse:
- WBA PABA – Campione Asiatico di Pugilato (2015)
- ABF – Campione di Pugilato (2015)
- WBF – Campione Internazionale di Pugilato (2017)

Nel 2004 aprì, a Pattaya, un centro sportivo in cui principalmente praticava e insegnava la Muay Thai (Pattaya Kombat).. Nel 2014 il camp si è trasferito in un'area molto più grande ed è diventato il Kombat Group Thailand: un resort di oltre 5000 mq dove vengono insegnate diverse discipline marziali (Muay Thai, Pugilato, BJJ, MMA e Krav Maga) oltre ad essere un centro di fitness e di perdita peso.
Il 26 ottobre 2018, dopo un incontro a Bangkok per un titolo dei supermedi, entra in coma a seguito del knock-out subito.
Muore una settimana dopo, il 2 novembre, dopo il ricovero ospedaliero, lasciando moglie e figlia piccola. La notizia della sua morte viene diffusa dal sito World Fight News su Facebook, la mattina seguente. Come pugile, aveva riportato 33 vittorie (33-1-0 con 30 delle quali prima del limite) in 34 incontri.